# Urapa
Urapa är en ort i Mexiko.   Den ligger i kommunen Ario och delstaten Michoacán de Ocampo, i den södra delen av landet, 270 km väster om huvudstaden Mexico City. Urapa ligger 1 806 meter över havet och antalet invånare är 697.
Terrängen runt Urapa är kuperad åt nordost, men åt sydväst är den bergig. Runt Urapa är det ganska glesbefolkat, med 48 invånare per kvadratkilometer. Närmaste större samhälle är Ario de Rosales, 12,0 km norr om Urapa. I omgivningarna runt Urapa växer huvudsakligen savannskog.